# 松山瑪麗
松山瑪麗（日语：まつやま メアリ；1991年9月2日—）是日本女性演員、歌手，為偶像團體「bump.y」的前成員之一，出身於日本兵庫縣，所屬前經紀公司為Sweet Power。

## 演出

### 電視劇
- 震撼鮮師（2010年7月10日 - 9月18日、TBS電視台）飾演 早乙女耀子
- URAKARA第7話（2011年2月25日、東京電視台）飾演 漆原カレン
- 牙狼＜GARO＞～魔戒閃騎～（2011年10月6日 - 2012年3月22日、東京電視台）飾演 烈花
- 名偵探柯南 工藤新一京都新撰組殺人事件（2012年4月12日、讀賣電視台）飾演 林原桃香
- 純白第1話·第5話〜第6話（2015年1月13日·2月10日 - 2月17日、TBS電視台）飾演 春日麗
- 牙狼〈GARO〉-魔戒烈傳-第1·8話（2016年4月8日·5月28日、東京電視台）飾演 烈花
- 派遣女公關彩華第3話（2017年10月23日、AbemaTV、朝日電視台）飾演 凜

### 電影
- 三十九枚の年賀状（2009年6月20日）飾演 千鶴
- 牙狼〈GARO〉〜RED REQUIEM〜（2010年10月30日、東北新社）飾演 烈花
- 大奧～永遠～【右衛門佐．綱吉篇】（2012年12月20日、松竹）飾演 豐子
- 牙狼外傳 桃幻之笛（2013年7月20日、東北新社）飾演 烈花

## 外部連結
- 松山メアリ - Sweet Power - （日語）
- 松山メアリオフィシャルブログ「miracle.」 （页面存档备份，存于） - （日語）
- 松山玛丽加盟日首部3D特摄片 宣传新片爆乳抢镜 （页面存档备份，存于）